# Conde de Tentúgal
Conde de Tentúgal de juro e herdade com Honras de Parente da Casa Real é um título nobiliárquico criado pelo Rei D. Manuel I de Portugal, por Carta de 1 de Janeiro de 1504, a favor de D. Rodrigo de Melo (um nobre descendente da Casa de Bragança). O 1.º Conde foi em 1533 elevado a Marquês de Ferreira pelo Rei D. João III de Portugal.
Em 1610 o 5.º Conde, D. Francisco de Melo, foi elevado a Conde de juro e herdade pelo Rei Filipe II de Portugal.
Tradicionalmente usado pelos herdeiros dos Marqueses de Ferreira o título de Conde de Tentúgal foi outorgado com Honras de Parente da Casa Real, com tratamento de sobrinho d´El-Rei. O 5.º Marquês de Ferreira foi elevado a Duque de Cadaval. De notar que o Ducado de Cadaval foi igualmente outorgado com Honras de Parente, mas sem o privilégio de juro e herdade.
À Casa de Tentúgal e Ferreira pertenciam os Senhorios de Alvito, Vidigueira, Vila Nova, Vila Ruiva, Vilalva, Vila de Frades e S. Cocovado, por outorga do Rei D. Fernando I de Portugal. Tiveram ainda os Senhorios de Povos, Castanheira e Quinta de Água de Peixes.

## Condes de Tentúgal (1504)
Título criado de juro e herdade e com Honras de Parente pelo Rei D. Manuel I por Carta de 1 de Janeiro de 1504 em favor de D. Rodrigo de Melo.

### Titulares
1. D. Rodrigo de Melo (1468–1545), 1.º Marquês de Ferreira
2. D. Francisco de Melo (1520–1588), 2.º Marquês de Ferreira
3. D. Nuno Álvares Pereira de Melo (1555–1597)
4. D. Francisco de Melo (1588–1645), 3.º Marquês de Ferreira, 14.º Condestável de Portugal
5. D. Nuno Álvares Pereira de Melo (1638–1727), 1.º Duque de Cadaval, 4.º Marquês de Ferreira
6. D. Jaime Álvares Pereira de Melo (1684–1749), 3.º Duque de Cadaval, 5.º Marquês de Ferreira
7. D. Nuno Caetano Álvares Pereira de Melo (1741–1771), 4.º Duque de Cadaval, 6.º Marquês de Ferreira
8. D. Miguel Caetano Álvares Pereira de Melo (1765–1808), 5.º Duque de Cadaval, 7.º Marquês de Ferreira
9. D. Nuno Caetano Álvares Pereira de Melo (1799-1837), 6.º Duque de Cadaval, 8.º Marquês de Ferreira
10. D. Maria da Piedade Caetano Álvares Pereira Melo (1827–1898), 7.ª Duquesa de Cadaval, 9.ª Marquesa de Ferreira.
11. D. Jaime Segismundo Caetano Álvares Pereira de Melo (1844–1913), 8.º Duque de Cadaval, 10.º Marquês de Ferreira.
12. D. Nuno Maria José Caetano Álvares Pereira de Melo (1888–1935), 9.º Duque de Cadaval, 11.º Marquês de Ferreira.
13. D. Jaime Caetano Álvares Pereira de Melo (1913–2001), 10.º Duque de Cadaval, 12.º Marquês de Ferreira.
14. D. Rosalinda Álvares Pereira de Melo (1936), 13.ª Marquesa de Ferreira
15. D. Olímpia Álvares Pereira de Melo Guerrand-Hermés (1977)

### Armas
Escudo de prata, com aspa de vermelho, carregada com cinco escudetes de Portugal Antigo: de prata, com cinco escudetes de azul postos em cruz, carregados com cinco besantes de prata, postos em sautor, alternados com 4 cruzes de prata floriadas e vazias de vermelho. Coroa de Conde. Timbre: cavalo sainte de prata e endreado de ouro, brindado de vermelho, as rédeas de ouro, ferido de três lançadas no pescoço, vertendo sangue.